# Джупитер-Айленд (Флорида)
Джупитер-Айленд (англ. Jupiter Island) — муниципалитет, расположенный в округе Мартин (штат Флорида, США) с населением в 620 человек по статистическим данным переписи 2000 года.
Муниципалитет занимает второе место среди всех населённых пунктов Соединённых Штатов Америки по уровню дохода на одно домашнее хозяйство.

## География
По данным Бюро переписи населения США муниципалитет Джупитер-Айленд имеет общую площадь в 9,32 квадратных километров, из которых 6,99 кв. километров занимает земля и 2,33 кв. километров — вода. Площадь водных ресурсов округа составляет 25 % от всей его площади.
Муниципалитет Джупитер-Айленд расположен на высоте 3 м над уровнем моря.

## Демография
По данным переписи населения 2000 года в Джупитер-Айленд проживало 620 человек, 190 семей, насчитывалось 285 домашних хозяйств и 494 жилых дома. Средняя плотность населения составляла около 66,52 человек на один квадратный километр. Расовый состав населённого пункта распределился следующим образом: 94,35 % белых, 1,29 % — чёрных или афроамериканцев, 0,16 % — азиатов, 1,77 % — представителей смешанных рас, 2,42 % — других народностей. Испаноговорящие составили 5,32 % от всех жителей.
Из 285 домашних хозяйств в 8,1 % воспитывали детей в возрасте до 18 лет, 66,0 % представляли собой совместно проживающие супружеские пары, в 0,7 % семей женщины проживали без мужей, 33,0 % не имели семей. 27,4 % от общего числа семей на момент переписи жили самостоятельно, при этом среди жителей в возрасте 65 лет отсутствовали одиночки. Средний размер домашнего хозяйства составил 2,03 человек, а средний размер семьи — 2,30 человек.
Население муниципалитетапо возрастному диапазону по данным переписи 2000 года распределилось следующим образом: 7,9 % — жители младше 18 лет, 5,0 % — между 18 и 24 годами, 12,6 % — от 25 до 44 лет, 29,8 % — от 45 до 64 лет и 44,7 % — в возрасте 65 лет и старше. Средний возраст жителей составил 62 года. На каждые 100 женщин в Джупитер-Айленд приходилось 84,5 мужчин, при этом на каждые сто женщин 18 лет и старше приходилось 86,0 мужчин также старше 18 лет.
Средний доход на одно домашнее хозяйство составил 200 000 долларов США, а средний доход на одну семью — эту же величину. При этом мужчины имели средний доход в 156 250 долларов США в год против 129 545 долларов среднегодового дохода у женщин. Доход на душу населения составил 200 000 долларов в год. Все семьи имели доход, превышающий уровень бедности, 0,1 % от всей численности населения находилось на момент переписи населения за чертой бедности, при этом 2,7 % жителей были возрасте 65 лет и старше.